# De nachtwacht (single)
De nachtwacht is een nummer van Boudewijn de Groot, dat in 1970 op single werd uitgebracht. Het is niet te vinden op een van zijn reguliere studioalbums, wel op een paar verzamelalbums van De Groot. Het nummer is geschreven door de Boudewijn de Groot en Lennaert Nijgh. De nachtwacht kwam niet verder dan de Tipparade en bereikte de Nederlandse Top 40 en de Hilversum 3 Top 30 niet. Het nummer verscheen in een periode waarin Boudewijn de Groot bezig was om te kijken hoe het verder moest met zijn zangersloopbaan. Hij experimenteerde met meer internationaal gerichte muziek (bijvoorbeeld groep Session), doch dat strandde. Pas twee jaar later verscheen de opvolger van deze single, de heruitgave van Als de rook om je hoofd is verdwenen.
Het nummer heeft niets te maken met het gelijknamige schilderij van Rembrandt, maar gaat over een nachtelijke zwerver.

## NPO Radio 2 Top 2000
De nachtwacht stond alleen in 2000 in de NPO Radio 2 Top 2000, op plek 1826.
Alles wat ademt · Avond · De nachtwacht · Élégie prénatale · Het Land van Maas en Waal · Ik doe wat ik doe · Jan Klaassen de trompetter · Liefde van later · Malle Babbe · Prikkebeen · Pastorale · Strand · Testament · Verdronken vlinder · Welterusten, meneer de president